# Elecciones estatales de Durango de 2010
Las elecciones estatales de Durango de 2010 se celebraron el domingo 4 de julio de 2010, habiéndose renovado los siguientes cargos de elección popular en el estado mexicano de Durango:
- Gobernador de Durango. Titular del Poder Ejecutivo del estado, electo para un periodo de seis años no reelegibles en ningún caso, el candidato electo fue Jorge Herrera Caldera. Sin embargo su triunfo fue impugnado y hubo denuncias de fraude electoral
- 39 ayuntamientos. Compuestos por un Presidente Municipal y regidores, electos para un periodo de tres años no reelegibles para el periodo inmediato.
- 15 Diputados al Congreso del Estado. Electos por mayoría relativa en cada uno de los Distrito Electorales.

## Elecciones internas de los partidos políticos

### Partido Acción Nacional
El 19 de octubre de 2009 el presidente estatal del PAN anunció que su partido consideraba como aspirantes a la gubernatura al Secretario de Turismo, Rodolfo Elizondo Torres, a los senadores Rodolfo Dorador Pérez Gavilán y Andrés Galván Rivas y a Rosario Castro Lozano.
El 25 de enero de 2010 el comité ejecutivo nacional del PAN aprobó la formación de una coalición electoral con el PRD para la elección a la gubernatura, presidencias municipales y diputados.

### Partido Revolucionario Institucional
El 14 de agosto de 2009 el entonces diputado federal José Rosas Aispuro hizo pública su intención de ser candidato de su partido a Gobernador del estado, convirtiéndose en el primer priísta en anunciarlo abiertamente; sin embargo, posteriormente señaló que la reglamentación de precampañas fue hecha en su contra siguiendo órdenes del delegado del PRI en la entidad, Jorge Meade; el 7 de noviembre el consejo político estatal del PRI resolvió que la elección de su candidato a gobernador sería mediante convención de delegados, los cual fue considerado por José Rosas Aispuro como la preparación para otorgar la candidatura al diputado federal Jorge Herrera Caldera. Finalmente, el 30 de enero de 2010 José Rosas Aispuro renunció oficialmente a su militancia en el PRI, acusando de que se bloqueaba su participación en la selección del candidato para favorecer a Jorge Herrera Caldera; y el 1 de febrero fue lanzado como candidato de la coalición formada por el PAN, el PRD, el PT y Convergencia.
Ante ello, el mismo 1 de febrero la dirigencia nacional del PRI anunció la postulación como precandidato de unidad del diputado Jorge Herrera Caldera, y la declinación de la aspiración al cargo de sus competidores.

### Alianza PAN-PRD-Convergencia
El 26 de enero de 2010 PAN, PRD y Convergencia anunciaron la conformación de una coalición electoral para las elecciones en el estado,. El 1 de febrero dicha coalición invitó a José Rosas Aispuro a ser su candidato a la gubernatura, sin embargo, el PT inicialmente no confirmó su integración a la coalición debido a conflictos con el PAN por la candidatura a la alcaldía de Durango, aunque finalmente lo hizo el mismo día, y juntos los cuatro partidos con la presencia de sus dirigentes nacionales anunciaron la postulación de José Rosas Aispuro como su candidato a gobernador, quien aceptó dicha candidatura.
Finalmente el PT decide ir solo al no ofrecerle a Gonzalez Yáñez la presidencia municipal de Victoria de Durango

## Resultados

### Gubernatura
|  | 46.5 % |

|  | 44.6 % |

|  | 4.1 % |

|  | 0.9 % |

|  | 0.6 % |

|  | 0.1 % |

|  | 3.2 % |

### Ayuntamientos
| Partido/Alianza | Partido/Alianza                           | Municipios |
| --- | ----------------------------------------- | ---------- |
| | Durango Nos Une (PAN, PRD y Convergencia) | 18         |
| | Durango va Primero (PRI, PVEM, PANAL, PD) | 21         |
| | Partido del Trabajo                       | 0          |
| Fuente: Instituto de Mercadotecnia y Opinión (enlace roto disponible en Internet Archive; véase el historial, la primera versión y la última). |                                           |            |

#### Ayuntamiento deDurango
|  | 32.32 % |

|  | 36.84 % |

|  | 27.78 % |

|  | 3.05 % |

## Encuestas preelectorales
| Encuestadora                                 | Fuente | Fecha               | Aispuro | Herrera | Martínez | NS/NC |
| -------------------------------------------- | ------ | ------------------- | ------- | ------- | -------- | ----- |
| Gabinete de Comunicación Estratégica-Milenio | [ 11 ] | 19 de abril de 2010 | 26.0    | 44.7    | 3.6      |       |
| Consulta Mitofsky                            | [ 12 ] | 17 de mayo de 2010  | 32.3    | 40      |          |       |
| Gabinete de Comunicación Estratégica-Milenio | [ 13 ] | 8 de junio de 2010  | 28.5    | 43.2    | 3.4      |       |
| Gabinete de Comunicación Estratégica-Milenio | [ 14 ] | 22 de junio de 2010 | 28.4    | 40      | 3.1      |       |
| Consulta Mitofsky                            | [ 15 ] | 23 de junio de 2010 | 33.3    | 50.1    | 5.2      | 9.7   |